# Berthold Damcke
Berthold Jacques Damcke, né le 6 février 1812 à Hanovre, et mort le 15 février 1875 à Paris, est un compositeur allemand, pianiste, chef d’orchestre, pédagogue et critique musical.

## Biographie
Il étudie la théologie et plus tard la musique avec Ferdinand Ries et Aloys Schmitt à Francfort-sur-le-Main. Dans sa ville natale, il joue comme altiste dans l’orchestre royal de la cour de Hanovre.
Plus tard, il s’installe à Kreuznach et dirige le club local de musique et le Liedertafel. Il écrit son oratorio Deborah en 1837 puis se rend à Potsdam. C’est ainsi qu’il prend la direction de la Société philharmonique et de l’Union chorale pour la musique lyrique (grands concert 1839-1840).
Il reprend le poste de chef d’orchestre à Königsberg et crée en 1845 son opéra Kätchen von Heilbronn (La petite Catherine d’Heilbronn) et plusieurs autres œuvres. Ensuite, il exerce ses activités à Saint-Pétersbourg (1845), Bruxelles (1855) et enfin Paris (1859) où il s’installe définitivement.
Il travaille comme correspondant pour différents magazines allemands et russes et enseigne au Conservatoire de Paris. Ami d’Hector Berlioz qui en fit son exécuteur testamentaire, il révise et réalise l’édition des deux Iphigénie (Iphigénie en Aulide et Iphigénie en Tauride) de Christoph Willibald Gluck avec Fanny Pelletan.
Il arrange aussi certains chœurs de Faust de Goethe et compose des chants à plusieurs voix et des pièces pour piano.
Il repose au cimetière du Père-Lachaise, dans la division 56.

## Référence
- (de) Cet article est partiellement ou en totalité issu de l’article de Wikipédia en allemand intitulé « Berthold Damcke » (voir la liste des auteurs).

## Lectures
- Enciclopèdia Espasa Volum núm. 17, pàg. 877  (ISBN 84-239-4517-0)
- Berthold Damcke, Etude biographique et musicale (Paris, 1895)